# Clarence E. Case
Clarence Edward Case, född 24 september 1877, död  3 september 1961, var guvernör i New Jersey 1920.

## Tidigt liv
Case föddes i Jersey City, New Jersey. Han tog examen från Rutgers University och tog sedan examen i juridik från New York Law School 1902. Han arbetade som advokat och var tjänsteman vid New Jersey Senate Judiciary Committee åren 1908-1910.

## Politisk karriär
Case var medlem av Republikanerna. Från 1918 till 1929 var han ledamot av New Jerseys senat, där han representerade Somerset County. I sin egenskap av talman i senaten var han tillförordnad guvernör från den 13 till den 20 januari 1920, i en vecka, från slutet av tjänstgöringstiden för den tidigare tillförordnade guvernören William Nelson Runyon och början på mandatperioden för den nyvalde guvernören Edward I. Edwards.

## Domare
Case var domare vid New Jerseys högsta domstol från 1929 till 1952. Han var ordförande för domstolen 1946-1948.
Case avled den 3 september 1961 in Somerville, New Jersey, där han bodde sedan han hade gått i pension.
Hans brorson Clifford P. Case representerade New Jersey i USA:s representanthus 1945–1953 och USA:s senat 1955–1979.